# Aibo

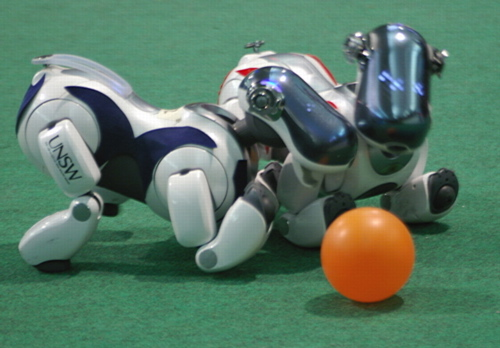
Aibo ERS-7 na RoboCupu 2006

Aibo je autonomní robot v podobě domácího psa. Jedná se o produkt společnosti Sony.

## Popis
Aibo připomíná skutečného psa v brnění. Má osmnáct kloubů. Vidí pomocí CCD kamery, kterou má uloženu v nose. Tato kamera disponuje rozlišením 0,18 Mpx a Aibo s její pomocí dokáže rozeznávat barvy a orientovat se v prostoru. Překážkám se vyhýbá pomocí infračerveného senzoru, který je určen na měření vzdálenosti. Slyší pomocí dvou stereomikrofonů, které mu současně umožňují lokalizovat místo, odkud zvuk přichází. Nemá implementovánu technologii rozpoznávání hlasu, a proto na něj nereaguje. Rozeznává tóny ze zvukového dálkového ovládání – tzv. sound commandera – nebo tóny klasických hudebních nástrojů. Software, který determinuje jeho chování, je uložen v tzv. Memory Sticku, což je typ flashové paměti vyvinutý firmou Sony. Na krku má tlačítko, kterým je možné jej zapnout a vypnout.

## Pohyb
Dobře se pohybuje po kobercích s malou výškou a dokáže se pohybovat i po dlažbě nebo po dřevěných površích. Jeho konstrukce je choulostivá na nečistoty a vodu. Ve standardní dodávce se nachází dobíjecí stanice, která se přes adaptér zapojuje do elektrické sítě. Je to jeho domov, kam si chodí dobíjet baterie.
Aibo rozezná, zda se nachází na šikmém povrchu, zda ho někdo přenáší, případně zda spadl a dokáže zaujmout správnou polohu.

## Inteligence
Robot disponuje umělou inteligencí. Pokud se mu nikdo nevěnuje, vykonává svůj vlastní program. V případě, že je na blízku jeho pán, Aibo s ním interaguje. Disponuje simulací šesti emocí: Radost, smutek, strach, zlost, překvapení a projev nevole. Zabudované má taktéž čtyři instinkty: Lásku, hledání, pohyb a hlad, který je reprezentovaný nutností dobíjet baterie.
Aibo nemá rád černé předměty a tmavé místnosti, což vyplývá z toho, že měří vzdálenosti infračerveným senzorem. Černá tělesa pohlcují toto záření ve velké míře a Aibo pak činí problém zde odhadovat vzdálenosti jednotlivých předmětů. Tmavé okolí mu také brání v rozpoznávání podlahy, což mu znepříjemňuje chození.
Robota je možné přepnout do módu, kdy předvádí všechny kousky, kterých je schopen, nebo do stavu, kdy je jeho chování autonomní. Majitel může ovlivnit jeho chování tím, že vymění jeho Memory Stick za jiný, který je možné koupit, vyměnit s jinými majiteli či editovat na počítači. Štěká a vydává i jiné zvuky, které mají podobu robotického hlasu, písniček nebo libovolného importovaného zvuku. Dokáže tancovat na hudbu.
Reaguje na pohlazení. Senzor reagující na tento druh dotyku je umístěn na hlavě. Vyžaduje častou pozornost a pohlazení. Pokud však majitel na tento senzor klepne, Aibo ví, že byl potrestán a přizpůsobí tomu své chování. V souladu s emočním programem za jistých okolností (například, když má zlost nebo zažívá projev nevole) neposlouchá svého pána.
Aibo se navenek projevuje zvukovými efekty, změnou barvy očí ze zelené na červenou, čímž vyjadřuje kladný nebo záporný postoj, a pohybem těla. Jeho tělo umožňuje chodit, sedět, podávat tlapku, protahovat se, tancovat apod. Je možné s ním hrát fotbal. Součástí standardní dodávky je pro tento účel míč. Má schopnost učit se – jeho pán jej může učit jednotlivé činnosti. Učí se však také sám na základě podnětů z okolí.

## Cena
Prodej byl ukončen v březnu 2006. Jeho cena se pohybovala okolo 45 000 Kč.